# Теренто
Терѐнто (на италиански: Terento; на немски: Terenten, Терентен) е село и община в Северна Италия, автономна провинция Южен Тирол, автономен регион Трентино-Южен Тирол. Разположено е на 1210 m надморска височина. Населението на общината е 1720 души (към 2010 г.).

## Език
Официални общински езици са и италианският и немският. Най-голямата част от населението говори немски. В общината се говори и други романски език, ладинският.
| %     | Роден език      |
| 0,54  | Италиански език |
| 99,40 | Немски език     |
| 0,06  | Ладински език   |